# アイメリック・デ・ペギヤン

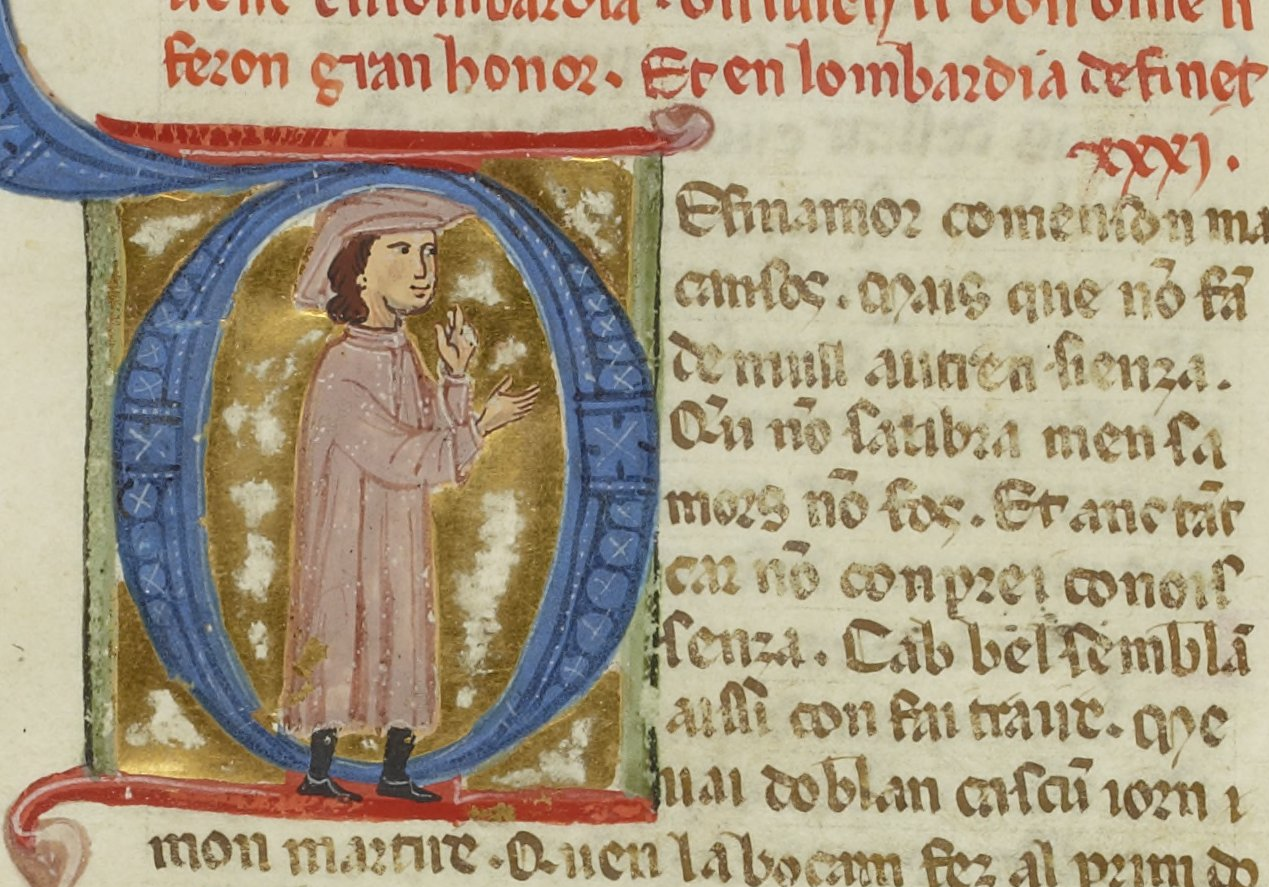
アイメリック・デ・ペギヤン

アイメリック・デ・ペギヤン（Aimeric de Peguilhan, 1170年ごろ - 1230年ごろ）は、1190年から1220年にかけて活動した、ペギヤン（Peguilhan、現在のサン＝ゴーダンス近郊）出身のトルバドゥール。衣服商の息子であった。トゥールーズ伯レーモン5世とレーモン6世の庇護を受けるが、アルビジョア十字軍の脅威によって南フランスを去り、10年ばかりイタリア北部に過ごす。少なくとも50の歌曲を作ったことがわかっているが、そのうち旋律が残っているのは次の6曲のみである。
- Atressi•m pren com fai al jogador
- Cel que s'irais ni guerrej' ab amor
- En Amor trop alques en que•m refraing
- En greu pantais m'a tengut longamen
- Per solatz d'autrui chan soven
- Qui la vi, en ditz